# 家长主义
家長主义（英語： 或 ，又稱家长式作风、家长式管治、家長式領導）是一种行为，由个人、组织、或国家，圖以替一些人或群体的好處設想，去限制該些人或群体的自由或自主权。家长作风也可以意味着该行为是对抗或忽视一个人的意志，或者该行为表现出优越感的态度。